# Fatutasu
Fatutasu is een bestuurslaag in het regentschap Timor Tengah Utara van de provincie Oost-Nusa Tenggara, Indonesië. Fatutasu telt 1136 inwoners (volkstelling 2010).